# Johan Ullberg

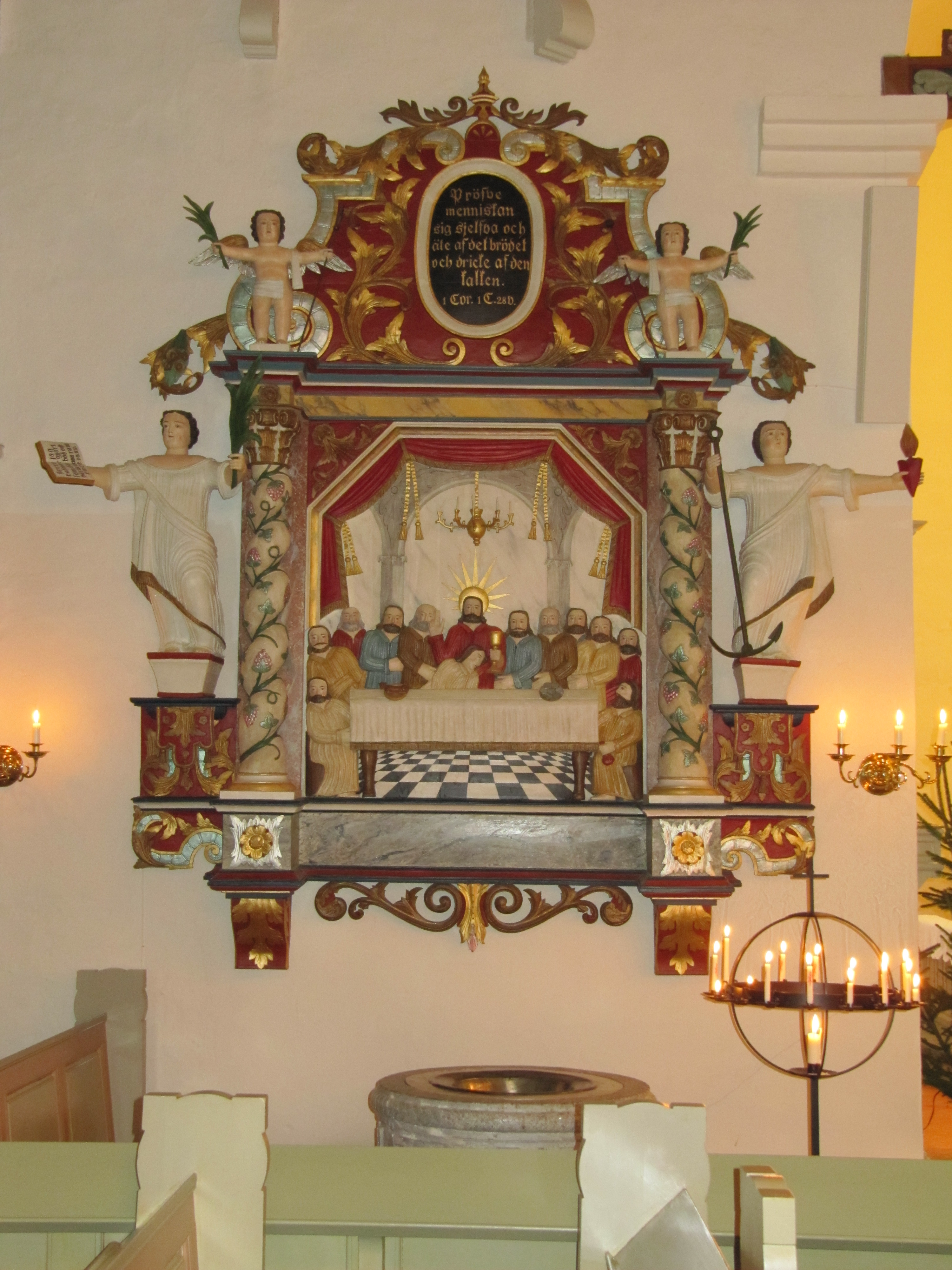
Altaruppsats från 1757 i Verums kyrka.

Johan Ullberg, den yngre, född 1708, död 18 april 1778 i Finja, Västra Göinge socken, Skåne, var en svensk gästgivare, bildhuggare och målare.

## Biografi
Ullberg var troligen son till Johan Ullberg och bror till Magnus Ullberg Johansson. Han gifte sig med Sophia Kasselberg och var verksam som gästgivare i Hurva samtidigt som han arbetade som målare, snickare och bildhuggare. På grund av skråbestämmelserna blev han anklagad för bönhaseri och för att undgå anklagelsen övergav han gästgiverirörelsen. Han flyttade till Finja kyrkby i Skåne omkring 1749 där han blev en produktiv tillverkare av altartavlor, predikstolar, dopfuntar epitafium och andra inventarier till kyrkor i Skåne, Småland, Västergötland samt enstaka arbeten i Östergötland och Södermanland. Ofta ombesörjde han även målning, förgyllning och försilvring av egna eller andras arbeten.   

## Representerad i bland annat följande kyrkor
- Bjuvs kyrka
- Björkö kyrka, Småland
- Bonderups kyrka
- Brandstorps kyrka
- Dalby kyrka, Skåne
- Hishults kyrka
- Hurva kyrka
- Husby-Oppunda kyrka
- Hästveda kyrka
- Hörja kyrka
- Knislinge kyrka
- Lekeryds kyrka
- Mistelås kyrka
- Mölleberga kyrka
- Norra Mellby kyrka
- Nävelsjö kyrka
- Risekatslösa kyrka

- Slätthögs kyrka
- Stora Hammars gamla kyrka
- Stora Åby kyrka
- Säters kyrka, Västergötland
- Törringe kyrka
- Verums kyrka
- Västra Torups kyrka
- Äspinge kyrka
- Össjö kyrka
- Östra Vemmerlövs kyrka